# Комплекс з виробництва добрив у Какінаді
Комплекс з виробництва добрив у Какінаді – підприємство індійської хімічної промисловості, що працює у штаті Андхра-Прадеш.
В 1987 – 1988 роках на майданчику заводу стали до ладу дві лінії з виробництва комплексних добрив. Після кількох етапів модернізації та, особливо, запуску в 2013-му третьої лінії, потужність підприємства досягнула 1925 тисяч тон на рік. До асортименту продукції входять азотно-фосфорні добрива, передусім діамонійфосфат (отримують реакцією аміаку з фосфорною кислотою) та амоній фосфат сульфат (суміш амонійних солей фосфорної та сульфатної кислот), а також азотно-фосфорно-калійні добрива, які отримують додаванням хлориду калію. В 2021/2022 фінансовому році було фактично випущено 1554 тисячі тон продукції, з яких 623 тисяч тон амоній фосфату сульфату та 178 тисяч тон діамонійфосфату.
Станом на початок 2020-х завод не має власного виробництва напівфабрикатів і закуповує фосфорну кислоту та аміак на ринку.
Виробничий майданчик належить Godavari Fertilizers & Chemicals, при цьому первісно головними учасниками проекту були уряд штату Андхра-Прадеш та виробник добрив Indian Farmers Fertilisers Cooperatives (IFFCO). На початку 2000-х уряд Андхра-Прадеш виставив свої акції на продаж, після чого важливим учасником став ще один виробник добрив Coromandel Fertilisers. Крім того, по 5% отримали продуценти фосфорної кислоти – південноафриканська компанія Foskor та туніська Groupe Chimique Tunisia.